# Accident des rampes de Saint-Paul
L'accident des rampes de Saint-Paul est un accident de la circulation survenu le dimanche 10 novembre 1957 sur une route en lacets surplombant le centre-ville de Saint-Paul, l'une des sous-préfectures de l'île de La Réunion. Provoqué par la rupture des freins d'un autocar dans une pente, il entraîna la mort de vingt-sept personnes et marqua durablement la mémoire collective de ce département d'outre-mer français de l'océan Indien.

## Déroulement
L'accident a lieu le dimanche 10 novembre 1957, par beau temps, à 7h30 du matin quand les freins d'un autocar appartenant à la Régie des transports, affrété par les Œuvres diocésaines du père Favron et transportant à son bord des paroissiens se rendant sur un chantier de Sainte-Anne, lâchent dans l'un des virages sinueux de la route en lacets surplombant le centre-ville de Saint-Paul, dans l'ouest de l'île. Il a lieu alors que le véhicule impliqué est en seconde position dans le convoi qui doit faire route jusqu'au quartier de Saint-Benoît et intervient seulement quelques instants après son départ du lieu-dit Le Guillaume, où toutes les victimes sont domiciliées, à l'exception de deux d'entre elles, parmi lesquelles le chauffeur originaire du Port. 
Le véhicule fait une chute de 25 mètres avant de s'écraser au pied de la falaise sous les yeux d'au moins un témoin, M. Louisin, un employé de la mairie qui est en train de marcher dans la rue de la Caverne quand il voit le bus plonger dans le vide, et qui reste tétanisé de longs moments avant de reprendre ses esprits. Le toit s'en détache et s'écrase sur les voyageurs qui ont peut-être eu le réflexe de sauter du car en pleine chute dans l'espoir d'échapper à la mort, soit « une spectaculaire pirouette » accomplie « dans un épouvantable fracas » pour le Journal de l'île de La Réunion du surlendemain, mardi 12 novembre. De fait, le bruit de l'accident s'entend à des centaines de mètres à la ronde.
D'après les différents témoignages, les secours s'organisent rapidement autour du point de chute, où sauveteurs et curieux se mêlent aux passagers du premier autocar du convoi, qui s'est arrêté. Au sol, sous, sur et dans l'épave, on ne voit que des corps mutilés, broyés et sanglants. Des débris humains sont retrouvés à plus de dix mètres alentour. Une tête de femme sans corps reste suspendue à un arbre.

## Bilan et conséquences
L'accident des rampes de Saint-Paul fait 28 morts. 23 personnes sont tuées sur le coup. 12 autres, blessés, sont transportées par la municipalité en direction de l'hôpital Félix-Guyon, à Saint-Denis. Quatre décèderont des suites de leurs blessures, ce qui en fait l'accident plus meurtrier de l'histoire de Saint-Paul, si ce n'est de l'histoire de La Réunion.
Dans la population, le choc est terrible. Aussi, à la suite de l'évènement, le JIR ouvre une souscription publique en collaboration avec les Œuvres sociales diocésaines en appelant tous ses lecteurs « à participer aussi largement que possible à cet élan de fraternité humaine et de solidarité réunionnaise ». L'opération est un succès, et la date de clôture de la souscription est donc repoussée de quarante-huit heures afin de permettre l'arrivée à temps des montants réunis grâce aux listes qui circulent dans de nombreux établissements privés et dans plusieurs services administratifs. Le mardi 19 novembre, moins de dix jours après l'accident, le quotidien annonce que les deux millions de francs CFA sont dépassés. Le samedi 23, au terme de la collecte, la somme a doublé et atteint plus de quatre millions. L'élan de générosité qui se manifeste jusqu'en métropole et à Maurice. 
Le souvenir de la chute du bus reste vivace localement, et d'après le JIR, « 50 ans après, ce drame reste encore gravé dans la mémoire collective ». De fait, le grand reporter de France 3 Memona Hintermann évoque cet accident dans son ouvrage autobiographique intitulé Tête haute paru en 2006 : enfant pauvre du Tampon, dans le sud de l'île, c'est en voyant les images des suites de l'évènement à la télévision qu'elle s'est découverte la vocation de journaliste télé . Un monument avec tous les noms des victimes et une croix ont été érigés dans les rampes où a eu lieu la chute du véhicule.